# Republiek Afghanistan (1973-1978)
De Republiek Afghanistan (Pasjtoe: د افغانستان جمهوریت Jumhūrī-ye Afġānistān) (ook wel de Daoed-Republiek genoemd) was de officiële naam van Afghanistan tussen 1973 en 1978 onder leiding van president Daoed Khan. Daoed Khan kwam aan de macht na een geweldloze staatsgreep waarbij Mohammed Zahir Shah werd afgezet en er een einde kwam aan het Koninkrijk Afghanistan. Daoed staat bekend om zijn progressieve politieke beleid en zijn pogingen het land te moderniseren met hulp van zowel de Verenigde Staten als de Sovjet-Unie. 
Bij de Saur-revolutie van 1978 kwam de Democratische Volkspartij van Afghanistan aan de macht en werd Daoed Khan tezamen met zijn familie vermoord. Hiermee kwam een einde aan de Republiek Afghanistan en werd de Democratische Republiek Afghanistan opgericht. In 1987 kreeg het land weer de officiële naam Republiek Afghanistan, maar het land bleef nog wel communistisch.